# Dekanat Banbury
Dekanat Banbury – jeden z 18 dekanatów archidiecezji Birmingham w Wielkiej Brytanii. W jego skład wchodzi 8 parafii. 

## Lista parafii
| Lp. | Miejscowość     | Parafia                                                 | Kościół                                                            | Grafika |
| --- | --------------- | ------------------------------------------------------- | ------------------------------------------------------------------ | ------- |
| 1   | Hethe           | Parafia Trójcy Przenajświętszej                         | Kościół Trójcy Przenajświętszej w Hethe                            |         |
| 2   | Chipping Norton | Parafia Trójcy Przenajświętszej                         | Kościół Trójcy Przenajświętszej w Chipping Norton                  |         |
| 3   | Bicester        | Parafia Niepokalanego Poczęcia Najświętszej Maryi Panny | Kościół Niepokalanego Poczęcia Najświętszej Maryi Panny w Bicester |         |
| 4   | Kineton         | Parafia św. Franciszka z Asyżu                          | Kościół św. Franciszka z Asyżu w Kineton                           |         |
| 5   | Banbury         | Parafia św. Jana Ewangelisty                            | Kościół św. Jana Ewangelisty w Banbury                             |         |
| 6   | Banbury         | Parafia św. Józefa Robotnika                            | Kościół św. Józefa Robotnika w Banbury                             |         |
| 7   | Lower Brailes   | Parafia Świętych Apostołów Piotra i Pawła               | Kościół Świętych Apostołów Piotra i Pawła w Lower Brailes          |         |
| 8   | Charlbury       | Parafia św. Teresy z Lisieux                            | Kościół św. Teresy z Lisieux w Charlbury                           |         |